# 宋希斌
宋希斌（1963年4月—），男，汉族，山东蓬莱人，生于哈尔滨，中华人民共和国政治人物。哈尔滨师范专科学校数学系大专毕业、哈尔滨工程大学经济管理学院产业经济学专业在职硕士。曾任中共哈尔滨市委副书记、市长，黑龙江省人大常委会副主任、党组成员，黑龙江省总工会主席。

## 生平
1984年6月加入中国共产党。1985年7月参加工作。早年为哈尔滨市第十四中学教师、团委书记。1986年进入共青团哈尔滨市委工作，历任少年部干事、副科级干事，学校部、少年部副部长，少年部部长兼实业部部长等职。1992年底调至共青团黑龙江省委，历任少年部副部长、省少工委办公室副主任，少年部部长、省少工委办公室主任，共青团黑龙江省委常委、办公室主任，共青团黑龙江省委副书记、省青联常务副主席，共青团黑龙江省委书记等职。
2005年6月，出任黑龙江省人民政府副秘书长，同年11月转任中共大兴安岭地委副书记、行署专员、大兴安岭林业管理局局长。2008年2月，升任中共大兴安岭地委书记，并继续担任大兴安岭地区行署专员、大兴安岭林业管理局局长直至2009年10月。2008年起担任全国人大代表。
2010年2月，转任黑龙江省发展和改革委员会党组书记，同年4月兼任省发展和改革委员会主任。
2011年12月，调任中共哈尔滨市委副书记，市人民政府副市长。2012年1月16日召开的中共哈尔滨市委十三届一次全会选举宋希斌为市委副书记。2012年1月20日哈尔滨市第十四届人民代表大会第一次会议选举宋希斌为市长。2013年，被选为第十二届全国人大代表。《中国新闻周刊》后来指出，宋希斌在主政哈尔滨期间曾多次出现社会热点事件，如2012年公开招聘大专以上学历环卫工（事业编制）事件、2016年“天价鱼”事件等。在宋希斌落马前，至少有姜国文、任锐忱、王沿民、贾剑涛、张明杰等5名搭档、下属已被调查或判刑。
2018年1月，当选为黑龙江省人大常委会副主任，2019年8月兼任黑龙江省总工会主席。

### 落马
2022年1月26日，因涉嫌严重违纪违法，接受中央纪委国家监委纪律审查和监察调查。
媒体公开报道显示，2022年1月24日，黑龙江省第十三届人民代表大会第六次会议主席团举行第二次会议，宋希斌以大会主席团常务主席的身份在主席台就座。而在两天后的1月26日，大会主席团举行第三次会议，宋希斌已经不知去向。据消息人士透露，宋希斌是在省人大会议房间休息期间突然被带走的。
2022年9月29日，遭到开除党籍、开除公职处分。11月5日，国家监察委员会调查终结，将本案移送检察机关审查起诉。最高人民检察院依法以涉嫌受贿罪、挪用公款罪对宋希斌作出逮捕决定。2023年1月12日，宋希斌涉嫌受贿、挪用公款一案由辽宁省沈阳市人民检察院向沈阳市中级人民法院提起公诉。
2023年6月21日，辽宁省沈阳市中级人民法院一审公开开庭审理了黑龙江省人大常委会原党组成员、副主任宋希斌受贿、挪用公款一案。
沈阳市人民检察院指控：2005年至2021年，被告人宋希斌先后利用担任黑龙江省大兴安岭地委副书记、行署专员、林管局局长，大兴安岭地委书记，黑龙江省发展和改革委员会主任，哈尔滨市委副书记、市长，黑龙江省人大常委会党组成员、副主任，黑龙江省总工会主席等职务上的便利，以及职权、地位形成的便利条件，为相关单位和个人在企业经营、土地置换、工程承揽、职务提拔等事项上提供帮助，非法收受他人给予的财物共计折合人民币3532万余元。2014年，宋希斌利用担任哈尔滨市委副书记、市长职务上的便利，为谋取个人利益，个人决定以单位名义将哈尔滨市财政专项资金5000万元出借给其他单位进行营利活动。检察机关提请以受贿罪、挪用公款罪追究宋希斌的刑事责任。
2023年10月17日，辽宁省沈阳市中级人民法院一审公开宣判黑龙江省人大常委会原党组成员、副主任宋希斌受贿、挪用公款一案，对被告人宋希斌以受贿罪判处有期徒刑十三年，并处罚金人民币三百万元；以挪用公款罪判处有期徒刑三年。决定执行有期徒刑十四年，并处罚金人民币三百万元；对其受贿所得财物及其孳息予以追缴，上缴国库。